# NLG (motorfiets)
NLG is een Engels historisch merk van motorfietsen.
De bedrijfsnaam was: North London Garage, Corsica Street, St Pauls Road, Highbury, London.
In 1908 bouwde North London Garage een racemotor met een 944cc-Peugeot-V-twin waarmee coureur Will Cook op de kombaan van Brooklands een aantal wereldrecords reed. Hoewel deze motor nog gietijzeren cilinders had waren de zuigermantels geperforeerd om gewicht te besparen en een hoger toerental mogelijk te maken. De cilinderbussen waren verkoperd. De motorfiets woog slechts 54,5 kg. Ook in 1909 haalde Cook nog enkele racesuccessen, maar met een nieuwe, speciaal gebouwde motor kon hij geen nieuwe records rijden. De motor haalde op zichzelf wel een record, met 2913 cc was deze motor, die gebouwd was door JAP, lange tijd de grootste motorfietsmotor uit de geschiedenis. Hij leverde 20 pk, een vermogen dat in die tijd ongekend hoog was en slechts voorkwam bij raceauto's die ruimte hadden voor zeer grote motoren. In dit jaar produceerde men ook meer "normale" motorfietsen voor klanten. Deze hadden een 3¾pk-Peugeot-motor, tenzij de klant een voorkeur had voor een inbouwmotor van een ander merk.
In 1910 deden geveerde voorvorken hun intrede, maar klanten die meer vertrouwen hadden in ongeveerd rijden konden als optie een vaste voorvork bestellen. Men leverde nu 3½- en 4½pk-JAP-motoren, 5- en 7pk-Peugeot-motoren en een 8pk-JAP-V-twin. In 1911 bouwde men weer twee racemodellen: een met een 4pk-motor van onbekende herkomst en een met een Anzani-V-twin.
In 1912 werd het modellenaanbod ingekrompen: Men kon kiezen uit twee motorblokken: een 4pk-JAP-eencilinder en een 6pk-JAP-V-twin.
In 1915, het laatste productiejaar, was alleen de eencilinder nog leverbaar.